# Numero altamente composto
Un numero altamente composto è un intero positivo che ha più divisori di qualsiasi intero positivo minore. I primi ventuno numeri altamente composti sono:
1, 2, 4, 6, 12, 24, 36, 48, 60, 120, 180, 240, 360, 720, 840, 1260, 1680, 2520, 5040, 7560, 10080,
con rispettivamente 1, 2, 3, 4, 6, 8, 9, 10, 12, 16, 18, 20, 24, 30, 32, 36, 40, 48, 60, 64 e 72 divisori positivi. La sequenza dei numeri altamente composti è un sottoinsieme della sequenza dei più piccoli numeri k con esattamente n divisori.
I numeri altamente composti sono infiniti. Per dimostrare questo, supponiamo che n sia un qualsiasi numero altamente composto. Allora 2n avrà più divisori di n (avrà infatti tutti i divisori di n più perlomeno 2n) e quindi un numero maggiore di n, ma non superiore a 2n, deve essere a sua volta altamente composto.
Parlando in generale, un numero altamente composto è facile che abbia fattori primi i più piccoli possibili, ma non troppi uguali. Dato un numero n la cui scomposizione in fattori primi è.:
{\displaystyle n=p_{1}^{c_{1}}p_{2}^{c_{2}}\cdot \dots \cdot p_{k}^{c_{k}}}
Dove {\displaystyle p_{1}<p_{2}<\dots <p_{k}} sono primi, e gli esponenti {\displaystyle c_{i}} sono interi positivi, allora il numero di divisori di n è:
{\displaystyle (c_{1}+1)(c_{2}+1)\cdot \dots \cdot (c_{k}+1)}.
Quindi, perché n sia un numero altamente composto:
- i k numeri primi {\displaystyle p_{i}} devono essere precisamente i primi k numeri primi (2, 3, 5, ...); altrimenti, possiamo sostituire uno dei primi dati con uno minore, e ottenere così un numero minore di n con lo stesso numero di fattori (ad esempio, 10 = 2 × 5. Il 5 potrebbe essere sostituito con il 3: 6 = 2 × 3, ed entrambi avrebbero 4 divisori);

- la sequenza degli esponenti non deve essere crescente, vale a dire {\displaystyle c_{1}\geq c_{2}\geq \dots \geq c_{k}}; altrimenti, scambiando due esponenti non in ordine si può ottenere un numero minore di n con lo stesso numero di divisori (ad esempio 18 = 21×32 può essere trasformato in 12 = 22×31, entrambi con 6 divisori).

Inoltre, ad eccezione dei casi n = 4 e n = 36, l'ultimo esponente ck deve essere uguale ad 1.
Dire che la sequenza degli esponenti è non crescente è equivalente a dire che un numero altamente composto è un prodotto di primoriali.
I numeri altamente composti maggiori di 6 sono anche numeri abbondanti. Per accertarsene basta guardare ai tre o quattro divisori più alti di un particolare numero altamente composto. Tutti i numeri altamente composti sono anche numeri di Harshad.
Se Q(x) è il numero di numeri altamente composti minori o uguali ad x, allora esistono due costanti a e b, entrambe maggiori di 1, tali che:
{\displaystyle (\ln x)^{a}\leq Q(x)\leq (\ln x)^{b}}
La prima parte della disuguaglianza fu provata da Paul Erdős nel 1944 e la seconda da J.-L. Nicholas nel 1988.

## Informatica
Per quanto questo problema possa sembrare banale, esso rappresenta una sfida piuttosto ostica per i computer, provando a ricavare anche solo poche decine di numeri altamente composti si incappa in un'esecuzione del programma che può richiedere diversi minuti. 

### Python
```
N
=
int
(
input
(
"quanti numeri altamente altamentecomposti vuoi visualizzare "
))

print
(
N
)

cont
=
0

prec
=
0

x
=
1

while
 
cont
<
N
:

    
cur
=
0

    
for
 
i
 
in
 
range
(
1
,
x
,
1
):

        
if
 
x
%
i
==
0
:

            
cur
=
cur
+
1

    
if
 
cur
 
>
 
prec
:
 

        
prec
=
cur

        
cont
 
=
 
cont
 
+
1

        
print
(
cont
,
"°"
,
x
)

    
x
=
x
+
1

```